# Будинок актора (Київ)
Будинок актора — культурно-просвітній заклад Національної спілки театральних діячів України.

## Історія
Будинок актора було засновано 1948 року як культурно-просвітній заклад Українського театрального товариства, яке 1987 року було реорганізовано в Спілку театральних діячів України, а згодом в Національну Спілку театральних діячів України.
З 1981 Будинок актора розташовується в приміщенні колишньої караїмської кенаси, архітектором якої був Владислав Городецький.

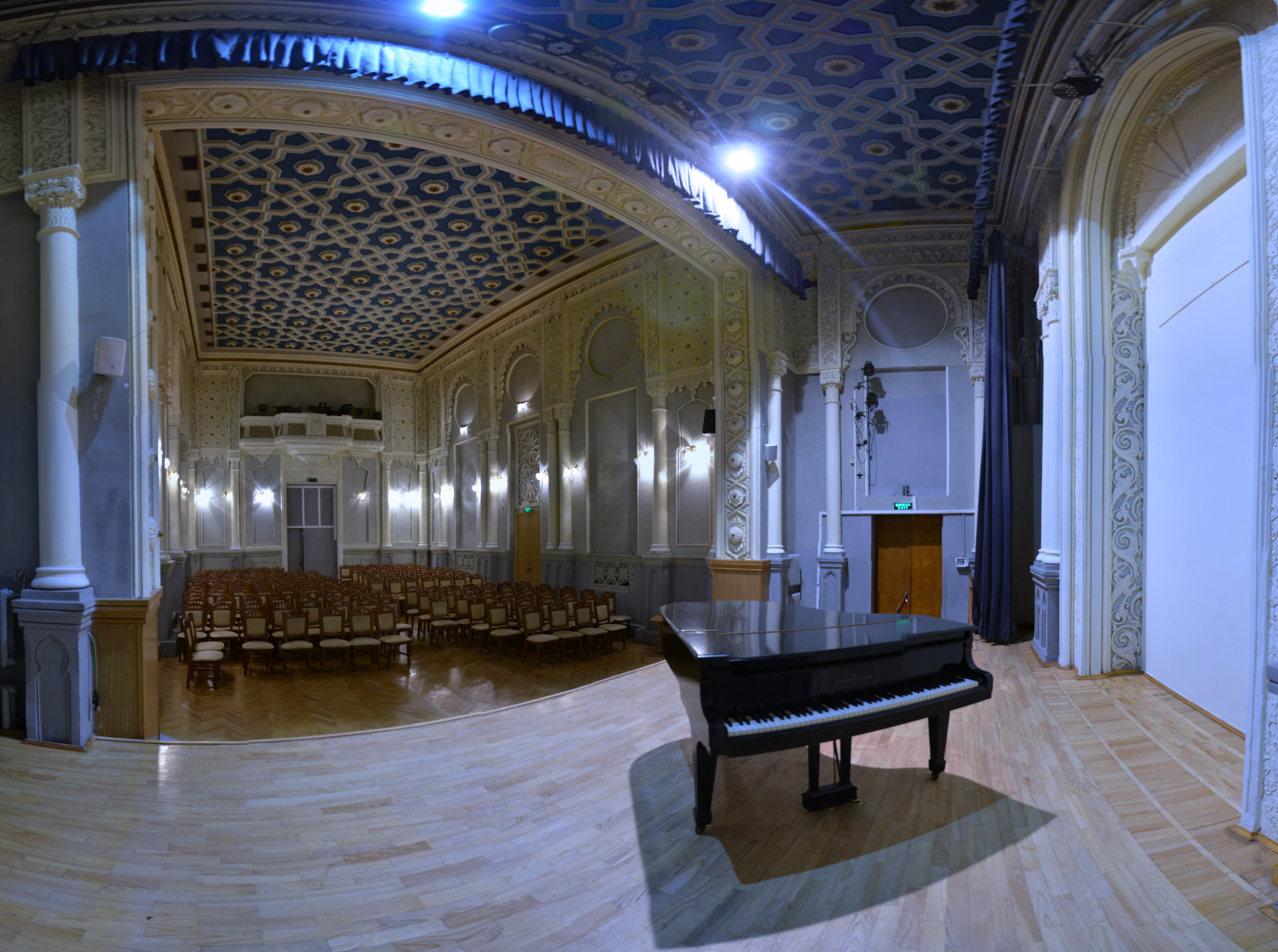
Сцена Будинку Актора (колишня Київська кенаса)

У Будинку акторів є концертний зал, розрахований на 200 осіб.